# Acipenser sinensis
Esturgeon chinois
Espèce
Statut de conservation UICN

 CR A2bc : 
En danger critique
Acipenser sinensis, l’Esturgeon chinois, est une espèce d'esturgeons en danger critique d’extinction. Historiquement, ce poisson anadrome a été trouvé en Chine, au Japon et dans la péninsule coréenne, mais il a disparu de la plupart des régions en raison de la perte d’habitat et de la surpêche

## Description
Acipenser sinensis peut mesurer jusqu'à 346 cm mais sa taille habituelle est d'environ 39 cm. Son poids maximal enregistré est de 600 kg et son âge maximal de 33 ans.

## Conservation
Il est strictement protégé par le gouvernement chinois, nommé « trésor national », tout comme son homologue mammifère, le panda géant. La Chine a plusieurs programmes de conservation, y compris des réserves spécifiquement destinées à cette espèce et le repeuplement par la remise en liberté de juvéniles dans le fleuve Yangtsé.
Toutefois il ne parvient pas à se reproduire à l'état sauvage dans le Yangtsé depuis les années 2000, ce qui révèle l'état de dégradation de son habitat naturel.

## Systématique
Le nom valide complet (avec auteur) de ce taxon est Acipenser sinensis Gray, 1835,.
Ce taxon porte en français le nom vernaculaire ou normalisé suivant : Esturgeon chinois.
Acipenser sinensis a pour synonyme :
- Acipenser kikuchii Jordan & Snyder, 1901

## Publication originale
- (en + la) Gray, « Characters of two new species of sturgeon (Acipenser, Linn.) », Proceedings of the Zoological Society of London, Londres, ZSL, vol. 2,‎ 1835, p. 122-123 (ISSN 0370-2774, OCLC 1779524, BNF 32843178, lire en ligne).